# Андраш Золтан
Андраш Золтан (нар. 25 грудня 1949, Шопрон) — угорський лінгвіст. Славіст, україніст, білорусист.

## Освіта
Закінчив Будапештський університет і аспірантуру при МГУ.

## Діяльність
Місце роботи (з 1995) — факультет східнобалтійської і слов'янської філології Будапештського університету: з 1976 працює на факультеті, у 1991–2002 — завідувач кафедри, з 2003 очолив новостворену кафедру української філології, з 2006 року має звання професора університету.
Входить до редколегії міжнародного журналу Slověne. International Journal of Slavic Studies.

## Внесок в науку
Історія слов'янських мов, лексикологія, слов'янсько-угорські мовні зв'язки. Рецензує сучасні роботи з мовознавства.
Автор праць з історії угорської славістики, присвячених Емілю Балецькому.

### Публікації
Опублікований список його вибраних праць (і цитувань його праць іншими авторами) українською, білоруською, болгарською та ін. мовами.

## Оцінка діяльності
Загальна оцінка його діяльності дана угорськими вченими:
У публікаціях А. Золтана (число яких сягає 300) порушені питання багатовікових контактів польської і східнослов'янських мов, включаючи історію і етимологію великої кількості слів, а також проблеми, що викликають особливий інтерес в колі угорських славістів: маються на увазі статті, написані про слов'янські елементи нашої мови, про рукописи на території Угорщини, про транслітерації кириличних імен, про історію угорської мовознавчої славістики і т. ін. у книзі, що вийшла в світ у 2005 р., зібрані, в першу чергу, ті його славістичні етюди, які відносяться і до історії угорської мови та освіти.— Андрашу Золтану 60 років // Studia Russica XXIII (Budapest, 2009), 343–344.

## Державні нагороди

### Державні нагороди іноземних держав
У 2010 Золтан нагороджений білоруською медаллю Франциска Скорини за видатний внесок у вивчення білоруської мови.

## Вибрана бібліографія

### монографії
Золтан Андраш. Interslavica. Исследования по
межславянским языковым и культурным кон-
тактам. — Москва : Индрик, 2014. — ISBN 978-5-91674-278-9.

### Вибрані роботи про Золтана Андраша
- Унгарска българистика. Съставител Петер Кирай. София: Наука и изкуство, 1988, 229.
- Кто есть кто в современной русистике. Ред. Юрий Караулов, Арто Мустайоки. — Who's Who in Russian Linguistics. Edited by Yuri Karaulov and Arto Mustajoki. Москва–Хельсинки 1994, 105.
- Тамара Антановіч, Вялікую работу праводзіць Венгерская асацыяцыя беларусістаў: Кантакты і дыялогі, Інфармацыйна-аналітычны і культуралагічны бюлетэнь. Мінск 2001, № 4–5, 40. Мікалай Прыгодзіч, Андраш Золтан — даследчык славянскай даўніны: Роднае слова 2004, № 12, 33–34.
- Русская, украинская и русинская лексикология и лексикография. Сборник статьей памяти профессору Иштвана Удвари. — Orosz, ukrán és ruszin lexikológia és lexikográfia. Tanulmánykötet Udvari István professzor emlékére. Отв. редактор — Szerkesztette: Эржебет Ч. Йонаш — Cs. Jónás Erzsébet. Nyíregyháza: Krúdy Könyvkiadó, 2006, 162.
- Прыгодзіч М. Р., Андраш Золтан як даследчык помнікаў беларускага пісьменства: Славянскія літаратуры ў кантэксце сусветнай: VIII Міжнар. навук. канф., прысвеч. 125-годдзю з дня нараджэння Янкі Купалы і Якуба Коласа, 1-3 лістапада 2007 г., Мінск, БДУ: зб. навук. арт. / рэдкал.: Т. І. Шамякіна і інш. — Мінск: Выд. цэнтр БДУ, 2008. 439—442.
- М. Р. Прыгодзіч, Беларусіст з берагоў Дуная: Спадчына Івана Насовіча і беларускае мовазнаўства: матэрыялы навуковых чытанняў, прысвечаных 220-годдзю з дня нараджэння Івана Іванавіча Насовіча (18 лютага 2008 года, г. Мінск)/ адк. рэд. М. Р. Прыгодзіч; Беларускі дзяржаўны універсітэт. Мінск: Права і эканоміка, 2008. 92–97.
- MTI Ki kicsoda 2009. Főszerk. Hermann Péter. Budapest: MTI, 2008. 1219. Révai Új Lexikona. Főszerk. Kollega Tarsoly István. XIX., kiegészítő kötet, A–Z. Szekszárd: Babits Kiadó, 2008. 937.
- Bolla Kálmán (szerk.) 2009. Zoltán András. Magyar nyelvész pályaképek és önvallomások 87. Budapest: Zsigmond Király Föiskola. 60 p. (ISSN 1419–4481, ISBN 978-963-9559-41-7)
- Алесь Бразгуноў, Андрашу Золтану 60!: Міжнародная асацыяцыя беларусістаў.